# پایلوت بیوت (ساسکاچوان)
پایلوت بیوت (به انگلیسی: Pilot Butte) یک شهر در کانادا است که در ساسکاچوان واقع شده‌است. پایلوت بیوت ۵٫۷۸ کیلومتر مربع مساحت و ۲٬۱۸۳ نفر جمعیت دارد و ۶۱۰ متر بالاتر از سطح دریا واقع شده‌است.